# Епархия Кумбо
 Епархия Кумбо  (лат. Dioecesis Kumboënsis) — епархия Римско-Католической церкви с центром в городе Кумбо, Камерун. Епархия Кумбо входит в митрополию Баменды. Кафедральным собором епархии Кумбо является церковь святой Терезы.

## История
18 марта 1982 года Римский папа Павел VI выпустил буллу «Aptiora in dies», которой учредил епархию Кумбо, выделив её из архиепархии Баменды.

## Ординарии епархии
- епископ Корнелий Фонтем Эсуа (10.09.1982 — 7.12.2004), назначен архиепископом Баменды.
- епископ Джордж Нкуо (8.07.2006 — по настоящее время)

## Источник
- Annuario Pontificio, Ватикан, 2005
- Булла Aptiora in dies (лат.)